# 1381

## Esdeveniments
- Revolta camperola a Anglaterra, liderada per Wat Tyler
- Revolta dels tuchins al Llenguadoc
- Activitat pirata al Bàltic[1]
- Pere de Santamans 9è President de la Generalitat de Catalunya

## Naixements
- Joan I de Borbó
- Rita de Càscia

## Necrològiques
- 24 de març: Caterina de Vadstena, religiosa sueca beatificada el 1484.
- 2 de desembre: Joan de Ruisbroek, a Groenendael.